# Gundam Wing: Endless Waltz
Pour plus de détails, voir Fiche technique et Distribution.
Gundam Wing: Endless Waltz (新機動戦記ガンダムW: ENDLESS WALTZ, Shin kidō senki Gundam Wing: Endless Waltz) est un téléfilm japonais réalisé par Yasunao Aoki, sorti en 1998.
L'histoire se déroule après la fin de la série Gundam Wing.
Cet OVA est tout d'abord sorti sous la forme de trois épisodes puis a été exploité au format film. Celui-ci reprend les épisodes avec une nouvelle bande-son et huit minutes supplémentaires.

## Synopsis
L'opération Meteor est terminée et la paix entre la Terre et les colonies est rétablie. Les cinq pilotes de Gundam vivent désormais dans un monde sans guerre.
Mais sur Terre, Marimaia Kushrenada, la fille cachée de Treize Khushrenada, prétend au pouvoir sur Terre, et Relena Peacecraft est enlevée.

## Fiche technique
- Titre : Gundam Wing: Endless Waltz
- Titre original : 新機動戦記ガンダムW: ENDLESS WALTZ (Shin kidō senki Gundam Wing: Endless Waltz)
- Réalisation : Yasunao Aoki
- Scénario : Yoshiyuki Tomino
- Musique : Kow Otani et Leland Miller
- Société de production : Sunrise
- Pays :  Japon
- Genre : Animation, action, drame et science-fiction
- Durée : 90 minutes
- Première diffusion : 
  -  Japon : 1er août 1998

## Doublage
- Hikaru Midorikawa : Heero Yuy
- Akiko Yajima : Relena Peacecraft
- Toshihiko Seki : Duo Maxwell
- Shigeru Nakahara : Trowa Barton
- Ai Orikasa : Quatre Raberba Winner
- Ryûzô Ishino : Wufei Chang
- Takehito Koyasu : Zechs Merquise
- Rei Sakuma : Mariemaia Barton / Kushrenada

## Accueil
Le film a reçu la note de 3,5/5 sur AllMovie.